# 有田インターチェンジ
有田インターチェンジ（ありだインターチェンジ）は、和歌山県有田郡有田川町天満にある阪和自動車道のインターチェンジ（IC）である。
和歌山方面のみ出入り可能なハーフインターチェンジである。みなべ・白浜方面への出入りは湯浅御坊道路の有田南ICを利用する。
有田川町や有田市の最寄りICである。また、国道424号とともに和歌山方面と田辺市龍神地区を結ぶ経路としても利用される。 

## 接続する道路
- E42 阪和自動車道（25番）
- 国道42号
- 和歌山県道22号吉備金屋線

## 歴史
海南湯浅道路の終点の「吉備インターチェンジ」（きびインターチェンジ）として、1984年3月に開通した。海南湯浅道路は一般国道42号の海南市から有田郡吉備町までを結ぶ一般有料道路で、海南ICで阪和自動車道と接続していた。1994年7月には湯浅御坊道路が接続した。
海南湯浅道路は2005年4月に高速自動車国道に編入され、阪和自動車道の一部となった。
開通時点では県道吉備金屋線に接続する出入口（所在地：大字天満字丸山）と町道土生池線に接続する出入口（所在地：大字明王寺字供田）が設けられ、翌1985年10月に国道42号現道への取り付け部（大字明王寺 - 大字水尻）が開通した。
阪和自動車道海南IC - 有田IC間の4車線化事業および県道吉備金屋線の改築工事に伴って2009年に出入口が変更され、接続する道路は従来からの国道42号と県道吉備金屋線の新道の2つとなった。11月20日に県道吉備金屋線の新道に接続する出口が開通し、県道吉備金屋線現道に接続する出入口と町道土生池線に接続する出口が閉鎖された。次いで12月18日に県道吉備金屋線の新道に接続する入口が開通し、町道土生池線に接続する入口が閉鎖された。
2007年11月に、吉備インターチェンジから「有田インターチェンジ」に改称された。これは2006年1月に吉備町外2町が合併して有田川町が発足したことを機に、有田みかんで知られる「有田」への名称変更を地元が要望したことによる。この裏では名称変更を要望する有田市長らと西日本高速道路（NEXCO西日本）の石田孝会長との間を自由民主党の二階俊博総務会長が仲立ちしている。NEXCO西日本は地元自治体との協議会や利用者アンケートを行った上で名称変更を行った。吉備ICと吉備南ICの2ICの名称変更でNEXCO西日本は約6000万円を負担している。

### 年表
- 1984年（昭和59年）3月28日 : 海南湯浅道路開通により、吉備インターチェンジとして開設[2][6]。
- 1985年（昭和60年）10月31日 : 国道42号現道への取り付け部開通[3][7]。
- 1994年（平成6年）7月11日 : 湯浅御坊道路吉備IC - 広川IC間開通[4]。
- 2005年（平成17年）4月1日 : 海南湯浅道路が高速自動車国道に編入され、阪和自動車道に名称変更される[5]。
- 2007年（平成19年）11月3日 : 名称を有田インターチェンジに変更[9]。
- 2009年（平成21年）
  - 11月20日 : 新出口の供用を開始。天満出入口・明王寺出口を閉鎖[8]。
  - 12月18日 : 新入口の供用を開始。明王寺入口を閉鎖[8]。
- 2010年（平成22年）7月7日 : 海南IC - 有田IC間の下り線（白浜方面）が新設した2車線の道路に切り替えられる[12]。

## 周辺
- 藤並駅（JR西日本紀勢本線）
- 有田川町立藤並小学校
- 有田川町役場
- 有田川町地域交流センター「ALEC」
- 鷲ヶ峰コスモスパーク

## 料金所
- 入口レーン（和歌山・大阪方面への流入）
  - ETCレーン1箇所
  - 一般（通行券自動発券方式）/ETC兼用レーン1箇所
- 出口レーン（和歌山・大阪方面からの流出）
  - 一般レーン1箇所
  - ETCレーン2箇所

## 隣
E42 阪和自動車道・湯浅御坊道路
(24)下津IC  - (25)有田IC - (26)有田南IC